# راینلند

راینلند در سال ۱۸۳۰

رنانی یا راینلند (به آلمانی: Rheinland)، منطقه‌ای است در آلمان که در دو طرف رود راین قرار دارد و در تاریخ این کشور دارای اهمیت بسزائی است.

## تاریخ
این منطقه از قدیم مورد نزاع بین آلمان و فرانسه بوده‌است. فرانسه پس از پایان جنگ جهانی اول سعی کرد به بهانهٌ پیمانِ ورسای و به تعویق افتادن پرداخت غرامات جنگی آلمان، این منطقه را به خاک خود ملحق سازد، اما موفق نشد و در سال ۱۹۲۵، این منطقه را طبق پیمانِ لوکارنو تخلیه کرد. هیتلر در سال ۱۹۳۶ معاهدهٌ بین فرانسه و روسیه را دستاویز قرار داد و نیروهای آلمان را وارد این منطقه کرد و قراردادهای ورسای و لوکارنو را به این ترتیب زیر پا گذاشت. راینلند از قرن نوزدهم به بعد ثروتمندترین ناحیهٌ آلمان به‌شمار می‌رود.
البته امروز یعنی سال ۲۰۱۸ ثروتمندترین ایالت آلمان بایرن به حساب می‌آید
از بعد از برداشتن دیوار برلین تا به امروز این ایالت شاهد تعطیلی بسیاری از کارخانه‌ها و انتقال آن‌ها به ایالتهای دیگر آلمان بوده‌است.